# LASCO Umformtechnik

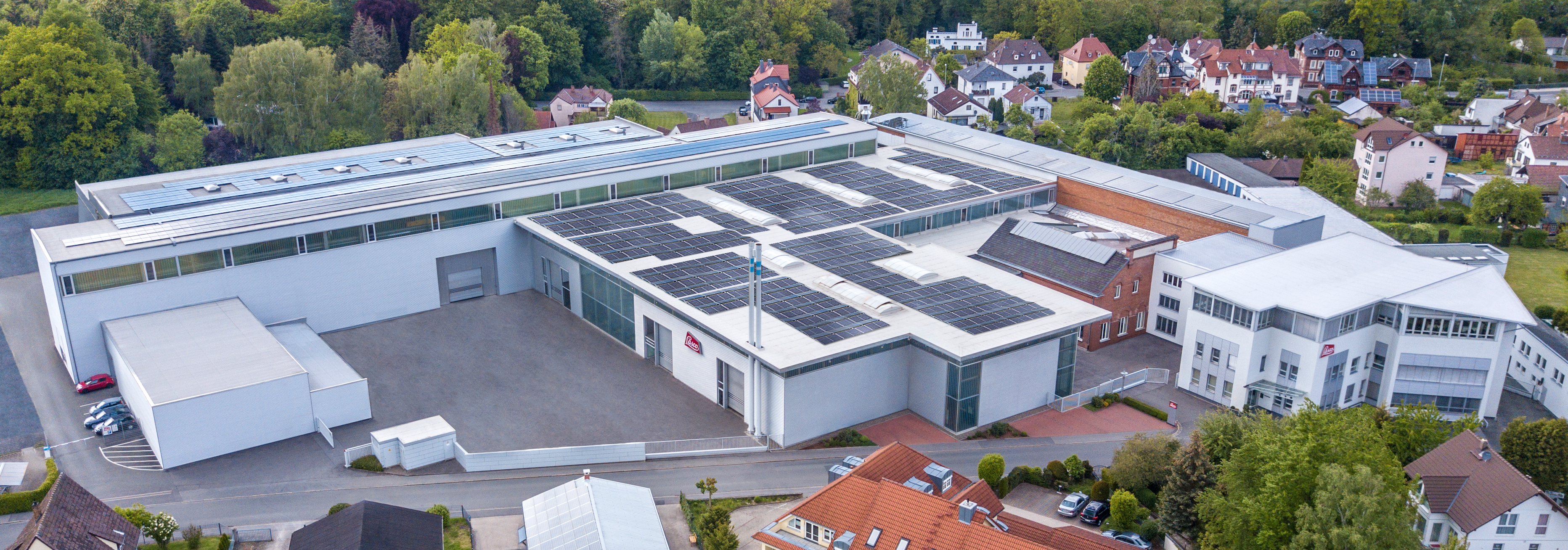

Die LASCO Umformtechnik GmbH stellt Werkzeugmaschinen und Produktionsanlagen für Umformaufgaben her. Das im Jahr 1863 gegründete Unternehmen ist bis heute mehrheitlich Eigentum der Gründerfamilie Langenstein und hat seinen Sitz im oberfränkischen Coburg (Bayern).

## Unternehmen
Das Unternehmen entwickelt und produziert Werkzeugmaschinen und Fertigungsanlagen für die Metallumformung, Pulvermetallurgie und Baustofferzeugung. Dazu gehören unter anderem hydraulische Pressen für die Blechumformung und hydraulische Schmiedehämmer, aber auch hydraulische Pressen zur Herstellung von Kalksandsteinen. Die Werkzeugmaschinenfabrik hatte im Jahr 2012 einen Umsatz von 47 Millionen Euro, wozu sie 342 Mitarbeiter in Coburg beschäftigte. Gesellschafter der Lasco Umformtechnik ist die Langenstein & Schemann GmbH, an der bis Ende 2008 drei Familienstämme beteiligt waren. Seit dem 1. Juli 2009 sind zwei Familienstämme und der ehemalige Geschäftsführer Friedrich Herdan Gesellschafter.

## Geschichte
Im Jahr 1863 erwarben der Hüttenfachmann und Gießermeister Louis Langenstein aus Laufach und der Kaufmann Ludwig Schemann aus Köln die Cortendorfer Pulver- und Walkmühle und gründeten die Cortendorfer Eisengießerei und Maschinenfabrik, die am westlichen Rand von Cortendorf am Hahnfluss, einem Mühlengraben der Itz, angesiedelt wurde. Die Konzession zur Errichtung der Eisengießerei erteilte das Herzoglich Sächsische Staatsministerium in Coburg am 21. April 1863. Ab dem 30. September 1863 erhielt die Fabrik von Herzog Ernst II. die Genehmigung sich Ernst-Hütte nennen zu dürfen. Nach dem 1884 Louis Langenstein und 1886 Ludwig Schemann gestorben waren, übernahm der Sohn Carl Langenstein die Firmenleitung und nach dem Tode der Witwe Schemanns auch die Firmenanteile der Familie Schemann. 1918 wurde das Unternehmen in die Langenstein & Schemann AG umfirmiert. Von 1928 bis 1951 bzw. 1961 leiteten die Söhne Alwin und Franz das Unternehmen, 1961 folgte die vierte Generation mit Hellmut, Rolf und Horst Langenstein. Von 1986 bis 2011 führte mit Friedrich Herdan erstmals kein Familienmitglied den Werkzeugmaschinenbauer.
Neben Gießereiprodukten fertigte das Unternehmen anfangs Wasserräder, 1869 folgten die ersten Wasserturbinen. Später wurden auch zeitweise Verbrennungsmotoren und Dampfmaschinen gebaut. In den 1880er Jahren begann die Herstellung von Gesenkschmiedehämmern, die vor allem von den Waffen- und Werkzeugfabriken in Südthüringen abgenommen wurden. In den 1950er Jahren ergänzten Tiefziehpressen und Sondermaschinen für die spanlose Umformung den Hammerbau. In den 1990er Jahren wurden Maschinen zur Herstellung von Kalksandsteinen in das Produktprogramm aufgenommen. In den Jahren 2012/13 folgte der Neubau einer Produktionshalle. Dabei wurde das Gießereigebäude von 1958 abgebrochen.

## Werksanlagen

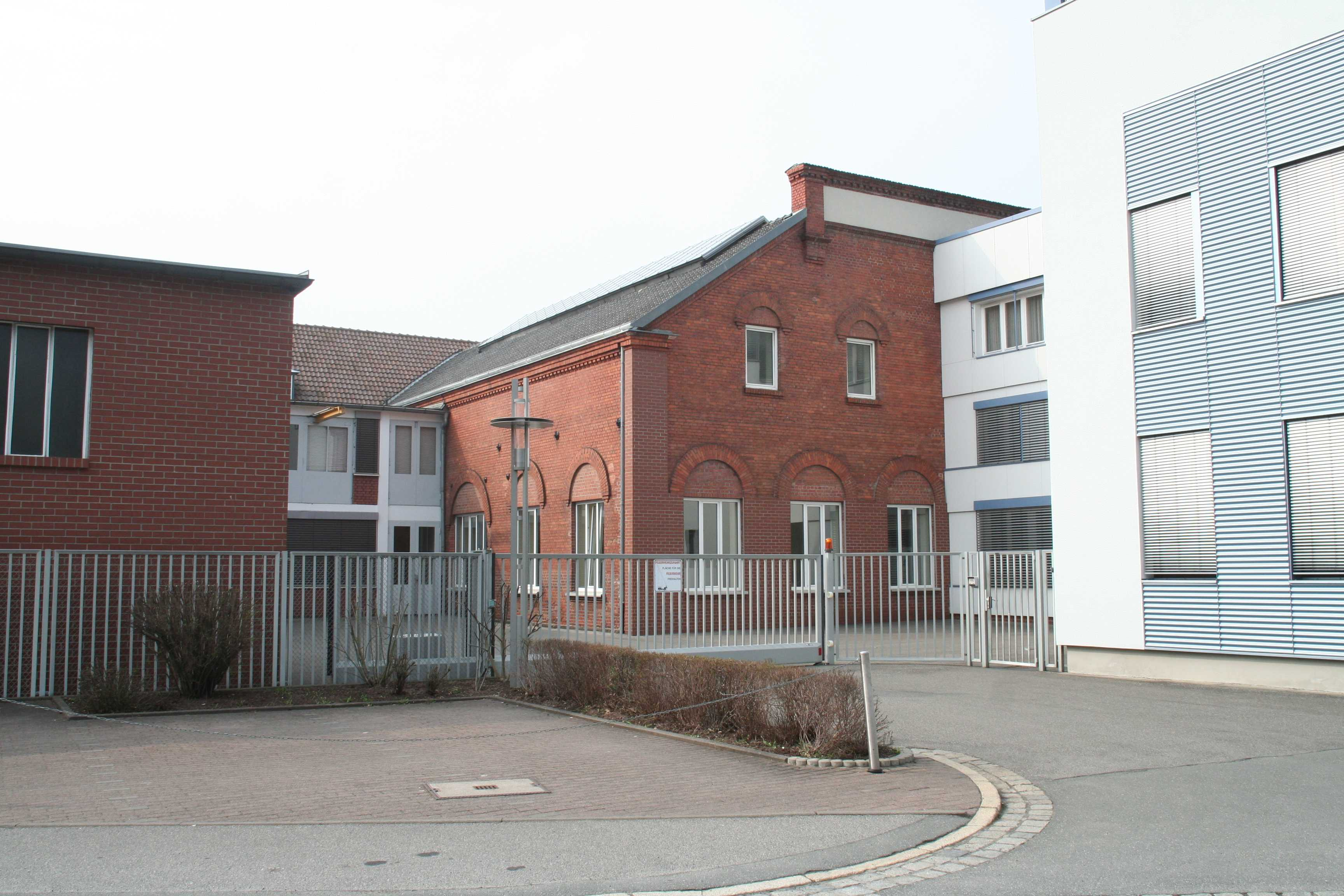
Alte Gießhalle

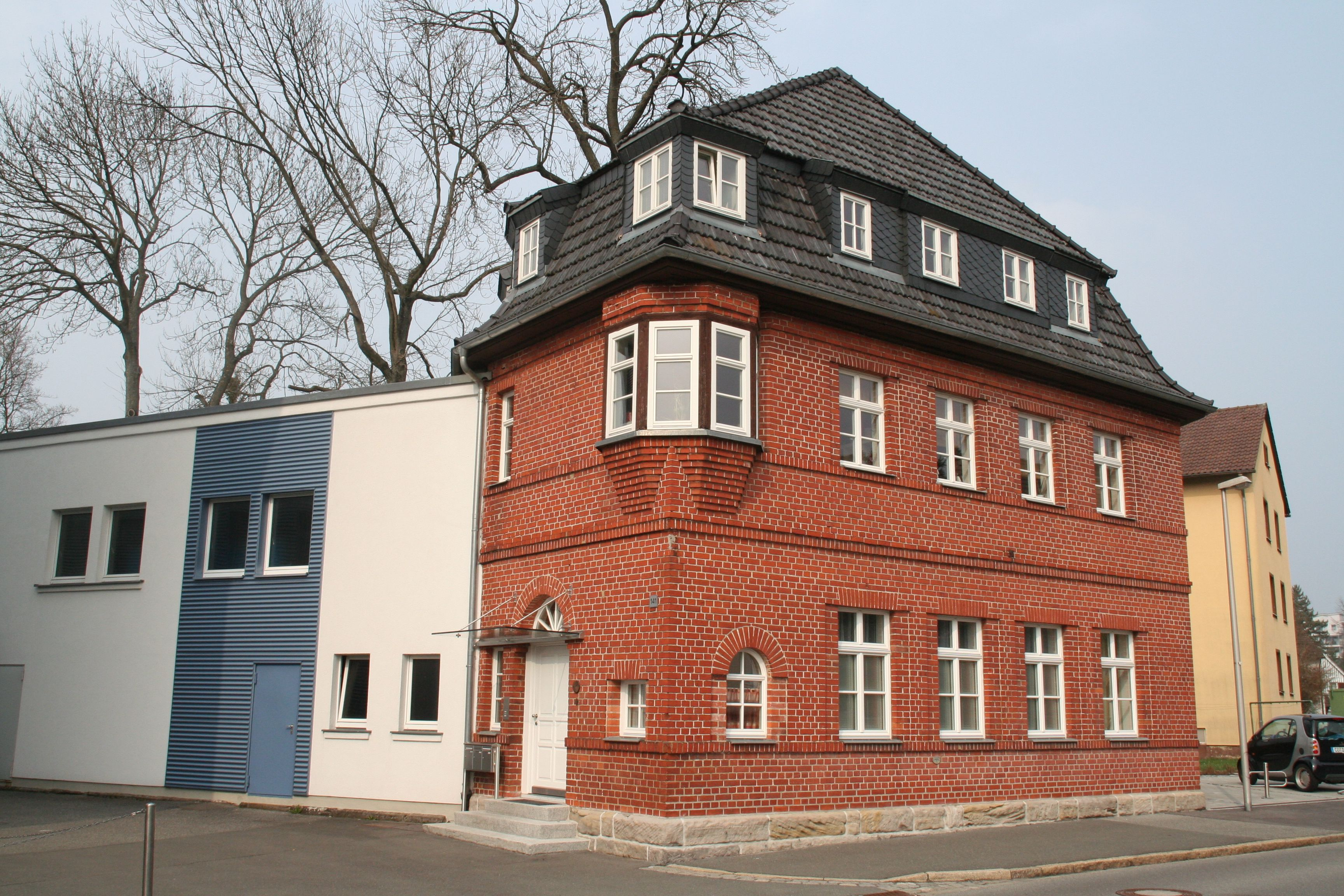
Ehemaliges Arbeiterwohnhaus

Einige Ziegelbauten auf dem Werksgelände im Hahnweg 139 stehen als Baudenkmäler in der Bayerischen Denkmalliste. Die älteste Gießhalle wurde 1888 von G. Stang aus Mönchröden errichtet. Das langgestreckte Hallenbauwerk bildet bis heute den Kern der Fabrikanlage; es stellt den nordwestlichen Teil des Gebäudekomplexes dar.
1903 baute G. Stang im Winkel eine zweite Gießhalle an. Der Ziegelbau mit Satteldach fällt am Werkstor sofort ins Auge. Er besitzt eine gerade Giebelwand und einen kolossalen Eckpilaster. Die großen Fenster im Erdgeschoss besitzen Entlastungsbögen, die als Blendarkaden ausgeformt sind. Ähnlich verhält es sich mit den beiden Fenstern im Obergeschoss der Giebelseite. An die nördliche Langseite des Gebäudes schließt sich eine 1915 errichtete weitere Maschinenhalle an; die beiden Hallen sind durch eine gemeinsame Giebelwand verbunden.
1906 wurde der Neubau einer dritten Gießerei erforderlich. Unter Bauleitung von G. Stang wurde von Knopf & Mücke aus Leipzig an die Südostecke der ältesten Gießhalle anschließend die neue Halle errichtet. Sie besitzt eine für Industriebauten dieser Zeit typische Wandgliederung mit Tafelfenstern, die von hervortretenden Segmentbögen überfangen sind.
An der äußersten Ostspitze des Grundstückes wurde 1916 von W. Müller das Arbeiterwohnhaus, zugleich mit Pforte und Kantine, errichtet. Das Haus zeigt eine ungewohnte Erscheinungsform; es besitzt einen trapezförmigen Grundriss und bildet ein sozusagen nur „halbes“ Mansardwalmdachhaus mit zwei Geschossen. Der reine Ziegelbau ist auf der Längsseite fünfachsig. Schlichte Bandgesimse bilden die Geschosstrennung; das einzige schmückende Beiwerk bildet ein Eckerker im Obergeschoss auf einer mehrfach gestuften Konsole.